# Беляевка (Запорожская область)
Беляевка (укр. Біляївка) — село,
Павловский сельский совет,
Вольнянский район,
Запорожская область,
Украина.
Код КОАТУУ — 2321586102. Население по переписи 2001 года составляло 360 человек.

## Географическое положение
Село Беляевка находится в 1-м км от правого берега реки Вольнянка,
выше по течению на расстоянии в 1 км расположено село Зелёное,
ниже по течению на расстоянии в 1,5 км расположено село Новосёловка,
на противоположном берегу — город Вольнянск.
По селу протекает пересыхающий ручей с запрудой.

## История
- 1865 год — дата основания.